# Amos Gitaï
Amos Gitaï est un artiste et réalisateur né le 11 octobre 1950 à Haïfa en Israël.
Ses films ont été présentés dans plusieurs rétrospectives au Centre Pompidou à Paris, au Museum of Modern Art (MoMA) de New York, au Lincoln Center de New York et au British Film Institute de Londres.
À ce jour, Amos Gitaï a créé plus de 90 œuvres pour le cinéma, le théâtre, ainsi que des installations et des livres d’artiste.
Onze de ses films ont été sélectionnés en compétition au Festival de Cannes pour la Palme d'or ainsi qu'à la Mostra de Venise pour le Lion d'or. Il a travaillé avec Natalie Portman, Hana Laszlo, Yael Abecassis, Rosamund Pike, Jeanne Moreau, Juliette Binoche, Samuel Fuller, Hanna Schygulla, Annie Lennox, Barbara Hendricks, Léa Seydoux, Valeria Bruni Tedeschi, Mathieu Amalric, Pippo Delbono, Irène Jacob, Natalie Dessay, Henri Alekan, Renato Berta, Nurith Aviv, Éric Gautier et bien d’autres. Depuis 2000, il collabore avec la scénariste française Marie-José Sanselme.
Il a reçu plusieurs prix prestigieux, tels que le prix Roberto Rossellini (2005), le Léopard d'honneur au Festival international du film de Locarno (2008), le prix Robert Bresson (2013), le prix Paradjanov (2014), le prix Lucchino Visconti (2021). Il est commandeur des Arts et des Lettres et chevalier de la Légion d’honneur (2017). En 2018, Amos Gitaï a été élu professeur à la chaire de création artistique du Collège de France, avec une série de 9 cours sur le cinéma, suivis d’un colloque.
Son film Shikun (2024) avec Irène Jacob, Bahira Ablassi, est en sélection officielle au Festival International de Berlin.

## Biographie
Fils de Munio Weinraub Gitaï, un architecte formé au Bauhaus et d’Efratia Weinraub Gitaï (Munschik), une intellectuelle et enseignante, Amos Gitaï commence des études d'architecture au Technion de Haïfa, mais doit les interrompre pour participer à la guerre du Kippour (1973) au sein d'une unité d'évacuation sanitaire par hélicoptère. Il y est blessé, alors que l’hélicoptère dans lequel il se trouve est frappé par un missile syrien. Au cours de ses missions, il se met à utiliser une caméra Super 8 pour filmer la guerre.
Après 1973, désormais architecte diplômé du Technion, il soutient un doctorat d’architecture à l’Université de Berkeley, aux États-Unis. À son retour en Israël, en 1980, il réalise son premier documentaire House, pour la télévision israélienne, qui censure le film[pourquoi ?]. À nouveau censuré en 1982 pour son documentaire Journal de campagne, il s’installe à Paris où il reste près de dix ans et tourne ses premiers films de fiction.
De retour en Israël après l’élection comme Premier ministre d’Yitzhak Rabin (1992), il développe une œuvre abondante, constituée de nombreux films, fictions et documentaires, mais aussi d'expositions, de pièces de théâtre, d'ouvrages et de conférences.
Le parcours d'Amos Gitaï éclaire son œuvre. Héritier — par son histoire familiale — des idées socialistes des pionniers sionistes du début du XXe siècle, il appartient à la première génération d'enfants nés après la fondation de l’État d’Israël qui sont confrontés à la montée en puissance du nationalisme palestinien et aussi de celle formée par les grands mouvements de la jeunesse contestataire des années 1960 : « Étudiant sur ce haut lieu de la contre-culture que fut le campus de Berkeley en Californie à la fin des années 1970, adolescent engagé et critique contre la politique de son pays, jeune soldat envoyé en opération lors de la guerre de 1973, Amos Gitaï a vécu personnellement ces expériences décisives. Il faut y ajouter aussi sa formation et sa vocation première d’architecte, dont les traces ne cessent de se retrouver dans ses films. » (Jean-Michel Frodon).
Amos Gitai s’est souvent exprimé sur le rôle citoyen de l’artiste dans la société : « Parfois, l’art agit à retardement en conservant la mémoire, cette mémoire que le pouvoir voudrait effacer car il appelle à l’obéissance et ne veut pas être dérangé, il ne veut pas de dissidence. Mais si les artistes restent fidèles à leur voix intérieure, ils produisent un travail qui voyage dans le temps . »

## Œuvre cinématographique

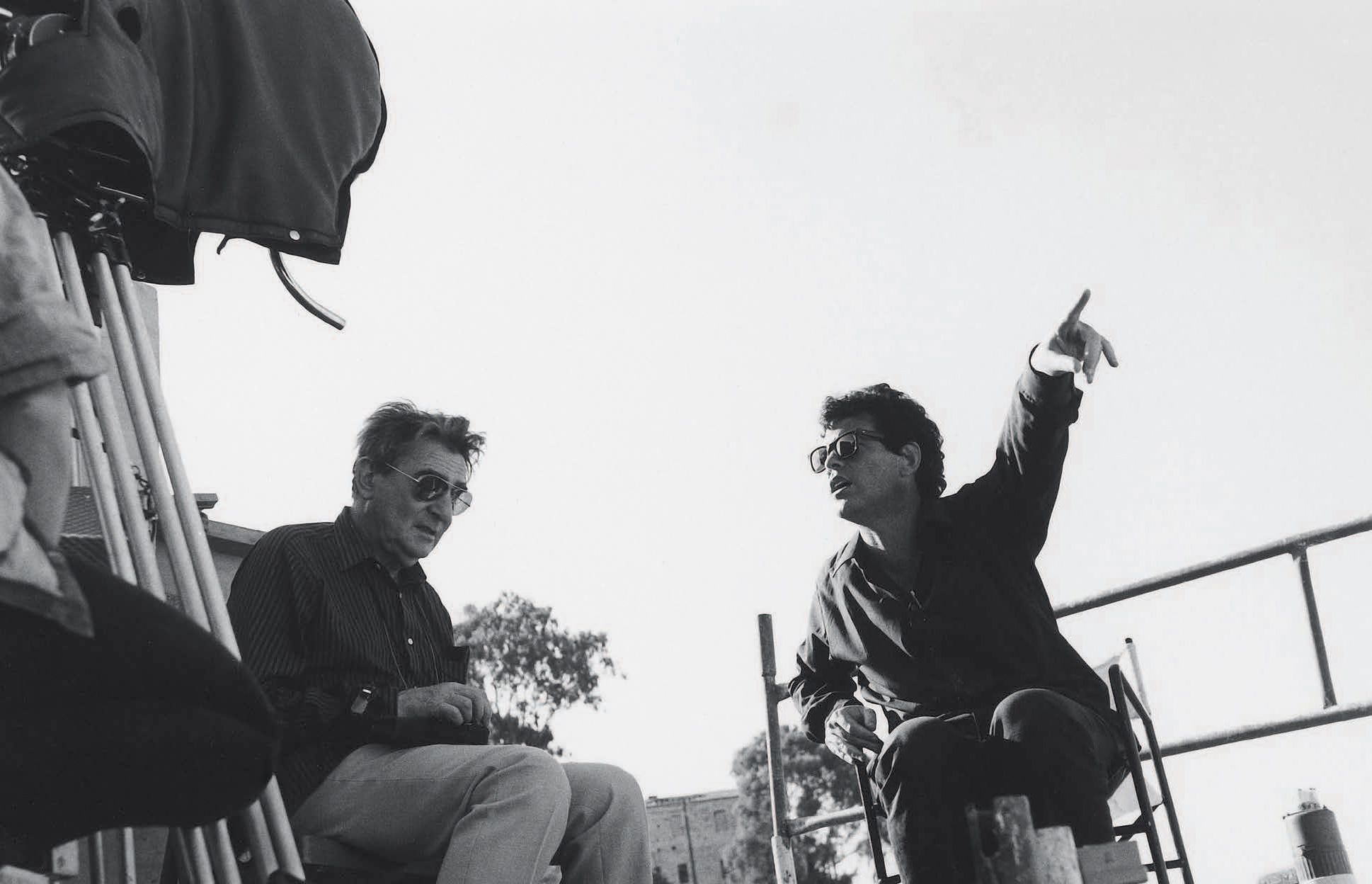
Amos Gitaï et Henri Alekan tournant Esther, 1986.

Les thèmes de la trace, de la mémoire, de l'appartenance, de l'identité, de l'exil et des migrations des communautés humaines irriguent l'œuvre d'Amos Gitaï. Dans des films, des expositions, des conférences et des représentations théâtrales, le cinéaste, architecte de formation, utilise ces diverses formes artistiques comme des invitations à ressentir et à réfléchir.
Pour le cinéma, l’œuvre du cinéaste Amos Gitaï compte aujourd’hui près de 90 titres, réalisés sur plus de 40 ans. Ces films sont de formats et de natures très variés : longs et courts métrages, fictions et documentaires, travaux expérimentaux, réalisations pour la télévision, tournés en Israël ou partout dans le monde.

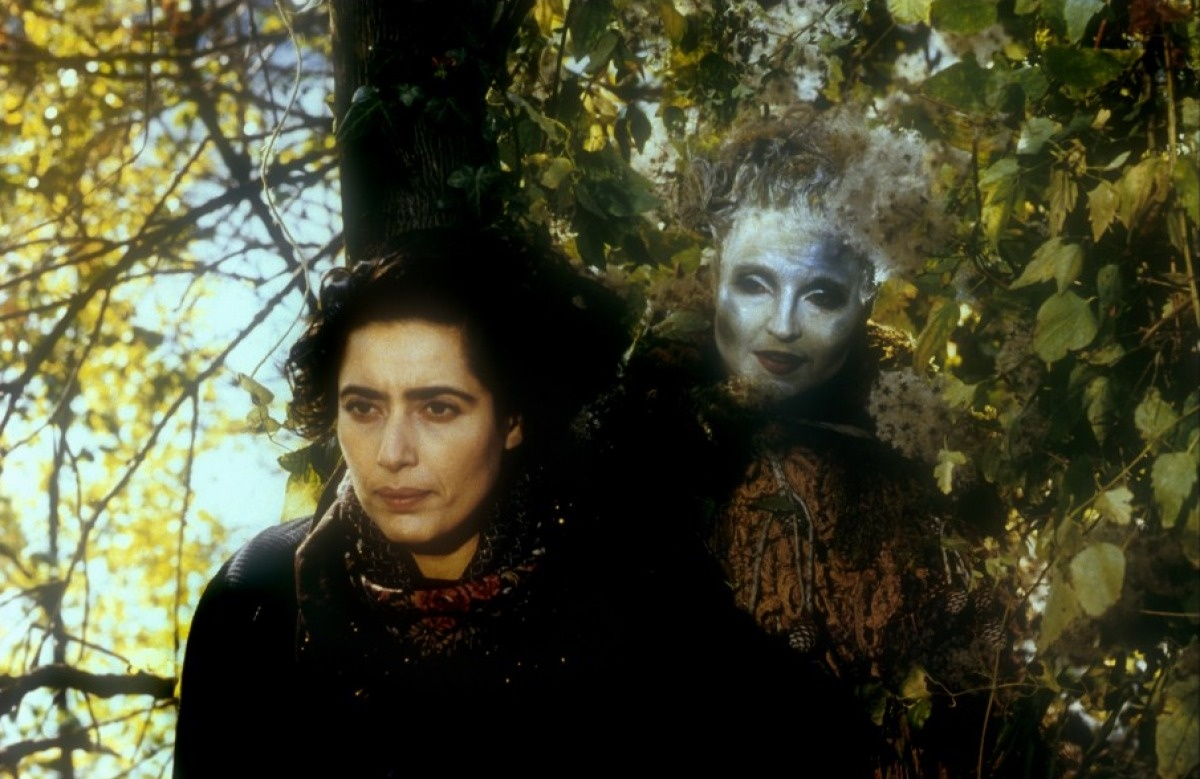
Oprah Shemesh et Hanna Schygulla dans Golem, l'esprit de l'exil, 1991.

Encore étudiant en architecture au Technion, Amos Gitaï réalise une série de courts métrages sans son, avec la caméra Super8 que lui a offert sa mère pour son anniversaire. Il y filme des visages, des textures, comme une série d’exercices de style. C’est avec cette même caméra qu’il filme depuis son hélicoptère pendant la guerre du Kippour. Il réalise ensuite des courts métrages pour la télévision israélienne, jusqu’à l’épisode de la censure de son film House (1980). Par la suite et tout au long de sa carrière, Amos Gitaï réalise régulièrement des courts métrages, souvent conçus comme des plans séquence.

### Trilogies
Son premier film House (1980) est un documentaire consacré à la reconstruction d'une maison de Jérusalem-Ouest qui avait appartenu à des Palestiniens avant 1948. Amos Gitaï y rencontre ses occupants successifs et au fur et à mesure, ces fragments de biographies dessinent une mosaïque plus large, celle d’un territoire et du conflit israélo-palestinien.

« Gitaï veut que cette maison devienne à la fois quelque chose de très symbolique et de très concret, qu’elle devienne un personnage de cinéma. Il arrive l’une des plus belles choses qu’une caméra puisse enregistrer en direct : des gens qui regardent la même chose et qui voient des choses différentes. Et que cette vision émeut. Dans la maison à moitié éboulée, des hallucinations vraies prennent corps. L’idée du film est simple et le film a la force de cette idée. Ni plus ni moins. »

— Serge Daney, Libération, 1er mars 1982
House est un tournant dans l’histoire de Gitaï. Le film est aussitôt interdit en Israël. C’est pour faire exister ce film malgré la censure qu’il dit à ce sujet : « J’ai décidé de devenir cinéaste ». Cette relation sera bientôt envenimée par la controverse suscitée par son film Journal de campagne, réalisé avant et pendant l’invasion du Liban en 1982 et se traduit par un long exil en France (1983-1993).
Avec House, le cinéaste inaugure un schéma qui lui deviendra habituel, celui de la conception de trilogies qui poursuivent et reformulent les mêmes recherches et interrogations. Ainsi, il retourne pendant 25 ans sur le site de la Maison en y tournant trois films: House (1980), Une maison à Jérusalem (1998) et News from Home, News from House (2006). Suivront régulièrement d’autres trilogies, documentaires et de fiction, comme les trois Wadi (1981, 1991, 2001), ou celle sur les procédures du capitalisme mondial (Ananas, 1984 ; Bangkok-Bahreïn/Travail à vendre, 1984 ; Orange, 1998), ou encore celle sur les résurgences de l’extrême-droite européenne (Dans la vallée de la Wupper, 1993 ; Au nom du Duce/Naples-Rome, 1994 ; Queen Mary ‘87, 1995). Parmi les trilogies de fiction figurent notamment la trilogie de l’exil (Esther, 1985 ; Berlin-Jérusalem, 1989 ; Golem, l’esprit de l’exil, 1991), la trilogie des villes (Devarim, 1995 ; Yom Yom, 1998 ; Kadosh, 1999), la trilogie des événements historiques décisifs pour Israël (Kippour, 2000 ; Eden, 2001 ; Kedma, 2002), mais aussi la trilogie des frontières (Terre promise, 2004 ; Free Zone, 2005 ; Désengagement, 2007.
Plus récemment, il a tourné la trilogie du confinement, avec Un tramway à Jérusalem (2019,) Laila in Haifa (2020) et Shikun (2024). Inspiré de Rhinocéros, la pièce d’Eugène Ionesco, Shikun raconte l’émergence de l’intolérance et de la pensée totalitaire à travers une série d’épisodes qui se déroulent en Israël dans un seul bâtiment, le Shikun. Dans ce groupe hybride de personnes d’origines et de langues différentes, certains se transforment en rhinocéros, mais d’autres résistent. Une métaphore ironique de la vie dans nos sociétés contemporaines, avec Irène Jacob et Bahira Ablassi.  Le film a été présenté en sélection officielle au Festival du film de Berlin en 2024.
La même année, Amos Gitaï présente à la Biennale du cinéma à Venise son film Why War, également en sélection officielle. Inspiré de la correspondance entre Albert Einstein et Sigmund Freud en 1932, sur le moyen d’éviter la guerre, mais aussi de textes de Susan Sontag et Virginia Woolf, ce film-essai tente de remonter à la racine des conflits humains. Il est interprété par les comédiens Mathieu Amalric (Freud), Micha Lescot (Einstein), Irène Jacob et Jérôme Kircher. Le film dénonce la guerre sans la montrer car « du côté israélien comme palestinien, la douleur des autres est niée », déclare le cinéaste dans un entretien au Monde.

### Cinéaste bâtisseur de films
Ces ensembles peuvent prendre aussi d’autres formes, comme le diptyque consacré à ses parents : Carmel (2009), une réflexion intime sur la guerre à partir de la correspondance de sa mère Efratia (Gallimard, 2010) et Lullaby to my Father (2012), qui retrace le parcours de son père Munio Gitaï Weinraub depuis son enfance en Silésie, ses études au Bauhaus au moment de la conquête du pouvoir par les nazis.
L’œuvre d'Amos Gitaï s’appuie aussi sur des réalisations plus brèves, esquisses et carnets de notes filmés. De manière générale, ce parcours traduit à la fois l’importance du sens de la construction, des structures dramatiques, thématiques et formelles, et la constance dans les interrogations. Ainsi, 35 ans après Journal de campagne (1982), Amos Gitaï retourne en Cisjordanie, avec À l'Ouest du Jourdain (2017), qui décrit les rapports entre Israéliens et Palestiniens et qui est présenté à la Quinzaine des Réalisateurs, au Festival de Cannes.

Artiste engagé, Gitaï est aussi l'inventeur de structures dramatiques inattendues, par exemple le dédoublement asymétrique deBerlin Jérusalem, les blocs spatiaux d’Alila ou temporels de Plus tard tu comprendras (2008), la fluidité déstabilisante de Terre promise, les surimpressions critiques de L’Arène du meurtre et de Free Zone, jusqu’au récit brusquement cassé en deux de Désengagement (2007) ou le plan séquence unique de 81 minutes d’Ana Arabia (2013), qui décrit un moment dans la vie d’une petite communauté de marginaux juifs et arabes, à la périphérie de Jaffa. Le plan séquence est l’une des figures de style les plus volontiers employées par Amos Gitaï.

« Pour moi, le plan séquence est l’un des moyens cinématographiques les plus subversifs. Il permet de créer un rythme qui oblige le spectateur à porter un regard différent du regard mécanique auquel les séries télévisées ou les reportages, et le cinéma commercial, nous ont habitués. Quand un plan s’étend au-delà du lieu ou de la durée conventionnelle, lorsqu’on force le spectateur à rester, à continuer à regarder l’image, il est obligé de s’en rendre compte et de prendre conscience des questions que cela soulève. De façon générale, je crois que toute forme de cinéma qui inclut la prise de conscience de la durée du film par le spectateur tente de préserver un certain degré de complexité dans la présentation d’un problème. La durée permet d’enregistrer un autre regard. »

— Amos Gitaï, “La caméra est une sorte de fétiche”, in Amos Gitaï architecte de la mémoire, Gallimard/La cinémathèque française, 2014.

### Kippour
L’expérience vécue durant la guerre de Kippour en 1973, dans laquelle il frôle la mort à l'âge de 23 ans, influencera toute son œuvre à venir. L’événement est au centre d’une série de courts métrages expérimentaux, tournés pendant et immédiatement après la guerre, puis d’un documentaire (Kippour, Souvenirs de guerre, 1997), avant la grande forme du film de fiction Kippour qui, en 2000, consacre définitivement la place de Gitaï parmi les grands noms du cinéma mondial après l’accueil positif du film au Festival de Cannes.

### Le Dernier jour d’Yitzhak Rabin
Le 4 novembre 1995, le premier ministre israélien Yitzhak Rabin est assassiné à Tel-Aviv, à la fin d’une manifestation pour la paix, par un étudiant juif d’extrême-droite proche des milieux ultra-orthodoxes. Cet événement et ses conséquences sur la réconciliation israélo-palestinienne sont au cœur d’un projet artistique et citoyen qu’Amos Gitaï ne va cesser de déployer pendant plus d’un quart de siècle, à travers différentes formes artistiques qui « se succèdent et se répondent, voire se disséminent et s’hybrident, comme par un phénomène de capillarité » (Marie-José Sanselme).

La présence du fantôme de Rabin dans certaines créations de l’artiste et l’ensemble de leurs éléments formels, constituent à l’intérieur même de l’œuvre de Gitaï ce qu’on peut nommer une « œuvre Rabin »(Antoine de Baecque). Soit sept films d’une durée de près de dix heures : les quatre documentaires de Donnons une chance à la paix (1994), L’Arène du meurtre (1996), Yitzhak Rabin, chronique d’un assassinat (2016) et Le Dernier Jour d’Yitzhak Rabin (2015), cœur de cet ensemble et film de deux heures trente qui, s’il s’inscrit dans l’œuvre « normale » de Gitaï, en devient l’expression la plus expérimentale et concentrée[Interprétation personnelle ?] ou [réf. souhaitée], mêlant documentaire et fiction, documents d’archive et scènes reconstituées par la mise en scène, divers formats et types d’image. 

« Je ne suis pas un homme politique. J’ai une formation d’architecte et je suis cinéaste. Alors, je me suis souvenu de ce que m’avait dit un jour Jeanne Moreau : « Tout nouveau projet est pour moi l’occasion d’apprendre certaines choses que je ne sais pas encore. » J’ai donc décidé de faire ce film. C’était l’occasion de poser une question à la société israélienne » »

— Amos Gitaï, Le Monde, 9 septembre 2015

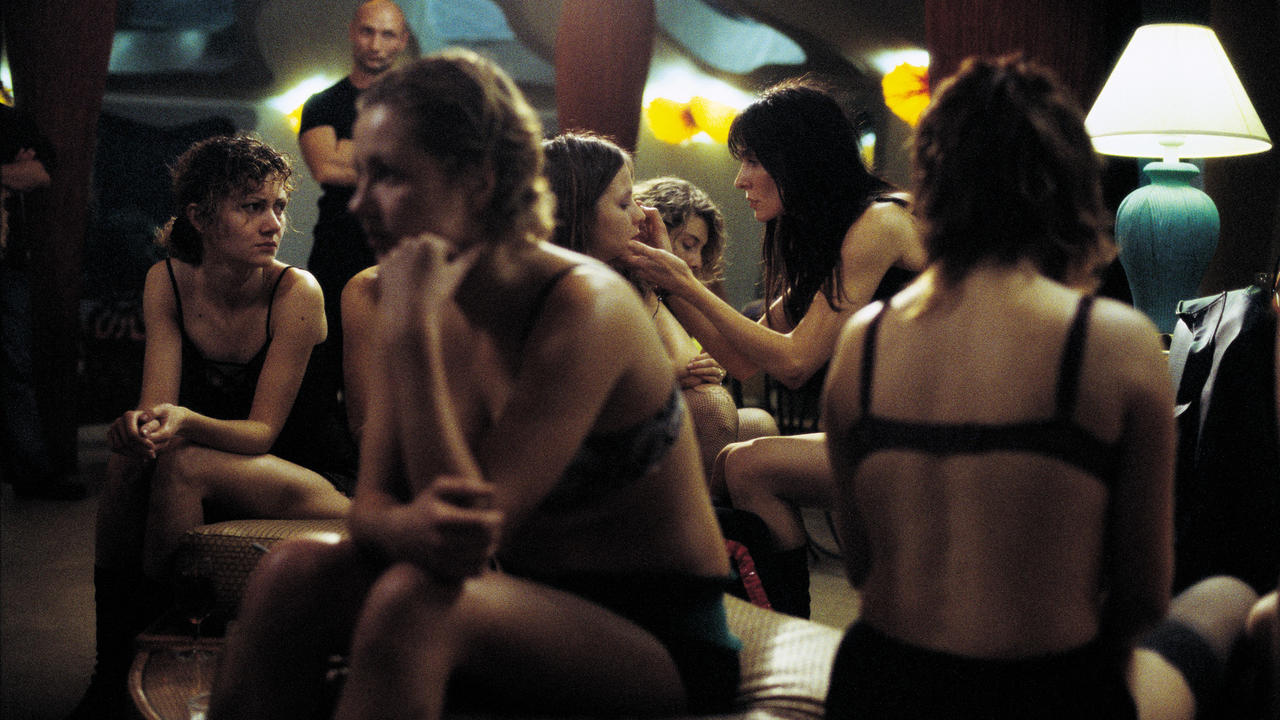
Terre Promise.

Amos Gitaï avec Hana Laszlo et Natalie Portman sur l'ensemble des Free Zone, 2005.

À ces films il faut ajouter le spectacle Yitzhak Rabin, chronique d’un assassinat (2016), créé dans la Cour d’honneur du palais des Papes lors du Festival d’Avignon, et donné la même année au Lincoln Center à New York et au Ford Theater de Los Angeles, puis à la Philharmonie de Paris en 2018, ainsi qu’une exposition/installation, Yitzhak Rabin : chronicle of an assassination foretold, présentée en 2016 au MAXXI de Rome, au BOZAR de Bruxelles, puis à la Collection Lambert en Avignon.

Amos Gitaï et Jeanne Moreau, tournage de Plus tard tu comprendras, 2008.

Metamorphose of a melody, Gibelina, 1992.

« Si l’on considère l’« œuvre Rabin » dans son ensemble, ces croisements multiples entre la réflexion sur l’Histoire, l’essai sur l’actualité politique, le journal intime, l’effervescence des genres, le recours aux archives et les traverses vers la scène ou la muséographie en font un noyau de l’oeuvre d’Amos Gitaï, son emblème même. »

— Antoine de Baecque, Gitaï Rabin,Chroniques d’un assassinat, Gallimard/BNF, 2021.

### Shikun
Tourné avant le 7 octobre 2023 et l'attaque du Hamas contre Israël, Shikun, inspiré de la pièce Rhinocéros d'Eugène Ionesco, est un pamphlet contre la politique du premier ministre Benyamin Netanyahou dans les Territoires occupés par Israël et son projet de réforme de la Cour suprême. Faisant appel à des textes de Mahmoud Darwich et Amira Hass, le film est « porté par l'actrice Irène Jacob » Son jeu expressionniste contraste avec un huis clos tourné en plans-séquences.

### Adaptations littéraires
Amos Gitaï a adapté plusieurs œuvres littéraires au cinéma. Devarim (1995) est une adaptation du roman Pour inventaire de Yaakov ShabtaiYaakov Shabtai (en) (ed. Babel, 2007). Plus tard tu comprendras (2008), est inspiré d'un livre autobiographique de Jérôme Clément, ancien président de la chaîne de télévision Arte et raconte l'histoire d'un écrivain français qui découvre l'histoire de sa mère (Jeanne Moreau) et de sa famille juive pendant la Seconde Guerre mondiale. Roses à crédit (2010), d’après le roman éponyme d'Elsa Triolet, observe la petite bourgeoisie française et ses aspirations matérialistes, avec Léa Seydoux dans le rôle principal.
En 2014, Amos Gitaï tourne en yiddish Tsili, inspiré du roman et de la vie d'Aharon Appelfeld, qui raconte l'errance d’une jeune femme plongée dans le cauchemar de la Seconde Guerre mondiale (avec Sarah Adler, Meshi Olinski, et Lea Koenig).
« Aharon Appelfeld est un auteur que je respecte infiniment, d'abord parce qu'il n'instrumentalise pas la Shoah. Il n'utilise pas de choses extérieures à son expérience, il y a un minimalisme dans son écriture que je trouve essentiel, profondément juste et émouvant. Adapter ce texte m'a permis de créer une distance, de ne pas être illustratif. Je voulais faire un film de tendresse au milieu de cet enfer. C'est ce contraste qui m'intéressait. Appelfeld tisse ses histoires avec de minuscules détails. C'est une fiction mais elle est en partie basée sur son expérience autobiographique : le personnage, Tsili, réagit à des bruits menaçants ou à des chants d'oiseaux, elle sent, elle contemple le paysage... C'est toute cette juxtaposition de détails délicats qui nous fait ressentir l'environnement claustrophobique dans lequel elle vit. La forêt dans laquelle elle s'est réfugiée la protège de la cruauté et l'emprisonne en même temps. Avec Tsili, je clôture un cycle de quatre films très intimes : Carmel, basé sur la correspondance de ma mère ; Lullaby to my father, dédié à mon père, un architecte du Bauhaus chassé d'Europe par les nazis ; Ana Arabia, qui évoque une communauté de Juifs et d'Arabes à Jaffa. Après Kadosh et Kippour, j'ai eu besoin d'aller vers un langage cinématographique plus radical, d'éviter les conventions du cinéma » a déclaré Amos Gitaï dans une interview lors de la sortie du film.

## Œuvre théâtrale
Au tournant des années 2020, Amos Gitaï poursuit, à travers plusieurs spectacles, son intérêt pour la forme théâtrale. Comme dans son œuvre de cinéma, il y revient sur certains thèmes à plusieurs années de distance : l’exil, le nationalisme, la guerre, la position de l’artiste comme témoin.
Son premier spectacle, créé à Gibellina en Sicile en 1992, intitulé La Guerre des fils de lumière contre les fils des ténèbres, est une adaptation multilingue de La Guerre des Juifs, de l’historien antique Flavius Josèphe, avec Samuel Fuller, Enrico Lo Verso, Hanna Shygulla, Jérôme Koenig, Macha Itkina. Gitaï y raconte la prise de Jérusalem par les Romains en l’an 70 et la perte de la souveraineté juive en raison de luttes internes. Ce spectacle — recréé en 2009 en inauguration du Festival d’Avignon à la carrière de Boulbon — était interprété par Jeanne Moreau dans le rôle de Josèphe, avec Mireille Perrier et Éric Elmosnino.
En 2016, Amos Gitaï est invité par le Teatro San Carlo de Naples à mettre en scène l’Otello de Rossini, à l’occasion du bicentenaire de la création de cet opéra. Artiste ambassadeur du Théâtre de la Ville, à Paris, en 2019-2020, Amos Gitaï crée deux spectacles à l’Espace Cardin. Le premier est la version théâtrale de son film Lettre à un ami de Gaza. Joué en hébreu et en arabe, le spectacle est interprété notamment par le comédien palestinien Makram Khoury et sa fille Clara. Il est ensuite donné en anglais au Spoleto Festival USA, puis au Coronet Theater à Londres, avec la comédienne israélienne Einat Weizman.
La même année, Gitaï crée, dans la Cour d’honneur du palais des Papes à Avignon, Yitzhak Rabin, chronique d’un assassinat, avec deux comédiennes, la palestinienne Hiam Abbass et la franco-israélienne Sarah Adler, et deux musiciennes, la pianiste Edna Stern et la violoncelliste Sonia Wider-Atherton. Cette nouvelle variation sur l’histoire de l’assassinat du Premier ministre israélien par un étudiant juif extrémiste complète un dispositif de grande ampleur entamé avec son film Le dernier jour d’Yitzhak Rabin (2015) et des expositions/installations présentées au MAXXI (Rome, 2016), puis au musée Bozar (Bruxelles, 2016) et à la Collection Lambert (Avignon, 2016). La pièce est jouée en anglais en 2017 au Lincoln Center Festival (New York) puis au Ford Theater (Los Angeles), avec une distribution et un choix de musiques en partie renouvelés.
En 2018, la pièce est recréée à la Philharmonie de Paris, avec Barbara Hendricks au chant, puis au Théâtre du Châtelet en 2021, dans une production du Théâtre de la Ville qui voit la première collaboration de Natalie Dessay et Irène Jacob avec Amos Gitaï.  Le spectacle est donné en anglais la même année au Coronet Theater, à Londres. En 2024, Amos Gitaï recrée ce spectacle au Burgtheater de Vienne, en allemand, avec les comédiennes Dörte Lyssewski et Bibiana Reglau. Avec ce spectacle, Amos Gitaï pousse encore plus loin la fusion entre plusieurs formes artistiques, musique, théâtre, chant, vidéos, en faisant du récit de l’assassinat d’Yitzhak Rabin par sa veuve Leah Rabin une expérience émotionnelle et sensorielle qui invite chacun à la réflexion[Interprétation personnelle ?] ou [réf. souhaitée].
En octobre 2020, Gitaï crée Exils intérieurs au Théâtre de la Ville (Abbesses), avec Natalie Dessay (chant), les comédiens Pippo Delbono, Jérôme Kircher, Markus Gertken, Hans-Peter Cloos et les musiciens Alexey Kochetkov (violon), Bruno Maurice (accordéon), Philippe Cassard (piano). Associant extraits musicaux, projection d’images et lecture de textes, Exils intérieurs est un dialogue imaginaire entre Thomas Mann et Hermann Hesse, Rosa Luxemburg, Antonio Gramsci, Else Lasker Schüler et Albert Camus au sujet de la position de l’artiste confronté à l’oppression. La pièce est également donnée au Teatro della Pergola, à Florence, en avril 2022, toujours en plusieurs langues.
Au printemps 2023, Amos Gitaï a créé House au Théâtre de la Colline, à Paris, une adaptation théâtrale de sa trilogie documentaire tournée pendant 25 ans (House, 1980, Une Maison à Jérusalem 1998, News from House News from Home, 2005). La pièce raconte l’histoire d’une maison à Jérusalem-Ouest à travers les récits de ses occupants successifs. Sur la scène, l’histoire de la Maison devient une métaphore et le lieu d’un dialogue artistique entre des comédiens et des musiciens issus de tout le Moyen-Orient, aux langues, aux origines et aux traditions musicales différentes, réunis pour tenter de dire ensemble la mémoire du passé et la possibilité d’une réconciliation. « Une mosaïque de récits individuels qui portent tous sur l’idée d’un foyer, perdu ou trouvé ». La pièce réunit des comédiens et des musiciens israéliens, palestiniens, français, iraniens ; notamment : Irène Jacob, Micha Lescot, Menashe Noy, Bahira Ablassi, Kioomars Musayyebi et Alexey Kochetkov, avec la participation musicale du chef de chœur Richard Wilberforce, la soprano Dima Bawab, sur des lumières de Jean Kalman.
Après avoir créé House en 2023, Amos Gitaï revient au Théâtre national de La Colline, en 2025, avec un nouveau spectacle intitulé Golem. Cette figure légendaire, issue des textes kabbalistiques — le Golem est une créature d’argile créée pour protéger la communauté juive en réaction aux persécutions — avait déjà fait l’objet d’une trilogie cinématographique au début des années 1990, avec Naissance d’un Golem (1990), Golem l’esprit de l’exil (1991) et Jardin pétrifi (1993). Avec cette nouvelle création théâtrale multimédia en neuf langues, Gitaï s’inspire cette fois d’un conte pour enfants d’Isaac Bashevis Singer, de textes de Joseph Roth et Lamed Shapiro, de l’un de ses textes « Prends de la poussière » et des biographies de ses comédiens, pour superposer ce mythe aux interrogations contemporaines sur le rapport entre création et destruction et créer ainsi une parabole sur le sort des minorités persécutées. Le spectacle a été joué dans le théâtre antique de Pompei en Italie en juin 2025.

## Expositions/Installations
Amos Gitaï conçoit régulièrement, depuis le début des années 2000, des expositions/installations multimédias associant projections vidéos, photos, sons, performances théâtrales et musicales, souvent conçues en fonction des lieux et de leur histoire : Centre Pompidou (Paris), Kunstwerke (Berlin), base sous-marine [Quoi ?](Bordeaux), Palais de Tokyo (Paris), Musée du Cinéma (Turin), Bauhaus (Dessau), Ein Harod Museum of Art (Israël) ; Musée MAXXI (Rome), Musée Bozar (Bruxelles), Collection Lambert (Avignon), galerie Thaddaeus Ropac (Paris), Bibliothèque nationale de France (Paris), Museum of Modern Art (New York). En 2022 (février-avril), à l’invitation de la Ville de Florence, Amos Gitaï investit la Sala d’Arme du Palazzo Vecchio dans une installation intitulée Promised Lands. Il y évoque, à partir de fragments de son œuvre théâtrale et cinématographique, les migrants et leurs destins, l’Histoire et le présent, en diverses langues parlées autour de la Méditerranée.
En 2008-2009, la Pinakothek der Moderne de Munich consacre à Amos Gitaï et à son père Munio Weinraub Gitaï une grande exposition intitulée Architektur und Cinema in Israel, qui est présentée l’année suivante au Tel Aviv Museum of Modern Art.
En 2014, le Musée Reina Sofia (Madrid) lui consacre une grande exposition Amos Gitaï biografías. La même année, la Cinémathèque française présente ses archives cinématographiques dans une exposition intitulée Amos Gitaï, architecte de la mémoire.
A l’occasion du 50e anniversaire de la guerre de Kippour, Amos Gitaï présente en 2023 une exposition multimédia intitulée Kippur, War Requiem d’abord au Centre Pompidou à Paris (mai 2023), puis au Musée d’art de Tel-Aviv (septembre 2023-février 2024) et à la Galerie Taddaeus Ropac (Salzbourg).

## Archives
Les films d’Amos Gitaï sont conservés dans plusieurs cinémathèques dans le monde : Cinémathèque française, Cinémathèque suisse, Cinémathèque de Jérusalem, entre autres. En outre, le cinéaste a déposé les archives papier de plusieurs films à la Cinémathèque française en 2014.
En 2017, l’Université de Stanford (Stanford Libraries Department of Special Collections a acquis les archives numériques de huit films d’Amos Gitaï : la trilogie House, Plus tard tu comprendras, Tsili, la trilogie des frontières (Terre promise, Free Zone, Désengagement), soit un total de 19 disques durs, soit 10,5 TB de données.
En 2018, Amos Gitaï donne à la Bibliothèque nationale de France l’ensemble des matériaux documentaires réunis ou produits depuis 1994 autour d’Yitzhak Rabin : recherches, rushes, photographies, scénarios, étapes de montage, soit 30 000 documents et 150 000 fichiers concernant sept films, documentaires et fictions : Donnons une chance à la paix (1994), L’Arène du meurtre (1996), Le Dernier Jour d’Yitzhak Rabin (2015). Principalement sous forme numérique, ces documents font l’objet d’un programme de recherche et développement pionnier sur les nouvelles archives du cinéma, en lien avec l’Université de Stanford. En écho à l’exposition conçue par Amos Gitaï présentée à cette occasion à la BnF (mai-novembre 2021), les éditions Gallimard publient un ouvrage, Amos Gitaï/Yitzhak Rabin, qui propose réflexions et analyses sur les archives Rabin déposées à la BnF, ainsi que deux longs poèmes composés par Gitaï.
« Le choix d’un don à la Bibliothèque a aussi été dicté par la volonté de mettre à l’abri cet ensemble très symbolique dans un pays, la France, dont il a pu éprouver les qualités d’accueil et de soutien à la création lors de ses années d’exil loin d’Israël ».

## Conférences et enseignement
Amos Gitaï enseigne et participe régulièrement à des conférences dans le monde entier.
En 2017, il est « professeur invité » à l'Université Berkeley de Californie pour une série de cours et de conférences intitulée : House, City, Border: Poetics and Politics of Israel.
En 2018-2019, Amos Gitaï est élu professeur au Collège de France à la « chaire de Création artistique », devenant ainsi le premier cinéaste à entrer au Collège de France. Sous l’intitulé Traverser les frontières, il présente une série de neuf cours, disponibles en ligne, mettant en avant les spécificités d’une pratique radicale du cinéma : Le documentaire comme métaphore ; Ce n’est pas moi qui politise mes films, ce sont mes films qui m’ont politisé ; Filmer la guerre ; Espace et structure, cinéma et architecture ; Cinéma et histoire ; Le cinéma est-il plus autoritaire que la littérature ? ; Mythologies et mémoires collectives ; Chronique d'un assassinat[réf. nécessaire]. Sa leçon inaugurale prononcée le 16 octobre 2018 a été publiée sous le titre La caméra est une sorte de fétiche (Collège de France ; Fayard, 2019). À la suite de ces leçons, a été organisé les 6 et 7 juin, toujours au Collège de France, un colloque international intitulé Le processus de création : contradictions, éthique, (ré)interprétations, Amos Gitaï et l’enjeu des archives [réf. nécessaire].
« Filmer, c’est prendre une série de décisions qui déterminent non seulement ce qui sera inclus dans le cadre mais aussi ce qui n’y sera pas. Cela signifie que nos choix comprennent une part de mise à distance et de marginalisation. La caméra, comme le cinéma, produit un document subjectif. Elle exprime un point de vue particulier ».
Amos Gitaï a également été « professeur invité », en 2018, à Columbia University, en 2021 à l’Université de Tel Aviv et, en 2021-2022, au Van Leer Institute de Jérusalem, pour une série de conférences sous le titre : Transition, Crossing, Border.

## Architecture
En 2014, la Cité de l'architecture et du patrimoine (Paris), organise huit rencontres avec divers invités, basées sur sa série documentaire Architecture en Israël/Conversations avec Amos Gitaï  (2012), composée de seize films de 23 minutes. Dans cette série, Gitaï rencontre des architectes, des sociologues, des archéologues, des chercheurs, des écrivains, des théologiens et converse avec eux, à partir de l’histoire et de l’actualité de la Palestine et d’Israël — période ottomane, mandat britannique, habitat bédouin, architecture éclectique, brutaliste, moderne… — sur des thématiques architecturales et urbanistiques. Dans chaque épisode, des matériaux d’archives — photos, plans, dessins d’architecture, etc. — illustrent ces conversations.
Dans les années 2010, Amos Gitaï crée, à Haïfa, en collaboration avec la municipalité de Haïfa et la Société des musées de Haïfa, le Munio Weinraub Gitaï Architecture Museum dans l’ancien atelier d’architecte de son père. Chaque année, le musée accueille des expositions temporaires sur l'architecture israélienne et internationale et organise des rencontres avec des architectes et des artistes qui s’intéressent à l'architecture et à l’urbanisme. Les expositions, thématiques ou monographiques, visent à provoquer des discussions et des échanges concernant l'architecture et sa place dans la société.

## Filmographie

### Longs métrages
- 1985 : Esther
- 1989 : Berlin-Jérusalem
- 1991 : Naissance d'un Golem
- 1992 : Golem, l'esprit de l'exil
- 1993 : Golem, le jardin pétrifié
- 1995 : Devarim
- 1998 : Yom Yom
- 1999 : Kadosh
- 2000 : Kippour
- 2001 : Eden
- 2002 : Kedma
- 2003 : Alila
- 2004 : Terre promise
- 2005 : Free Zone
- 2007 : Désengagement
- 2008 : Plus tard tu comprendras
- 2009 : Carmel (it)
- 2010 : La Guerre des fils de lumière contre les fils des ténèbres
- 2011 : Roses à crédit
- 2011 : Lullaby to my Father (en)
- 2013: Ana Arabia
- 2014 : Tsili
- 2015 : Le Dernier Jour d'Yitzhak Rabin
- 2017 : À l'ouest du Jourdain
- 2019 : Lettre à un ami de Gaza
- 2019 : Un tramway à Jérusalem
- 2020 : Laila in Haifa
- 2024 : Pourquoi la guerre (Why War)

### Courts métrages
- 1972

Arts and Crafts and Technology
Details of Architecture
Black is White
Textures
La Géographie selon l'homme moderne et le contrôle de l'environnement
Souk / Dialogues de Femmes
Vagues (Galim / The Sea)
Windows in David Pinsky No 5
Souvenirs d'un camarade de la 2e Aliya
- 1973

Images de Guerre 1, 2, 3
Fire is Paper, Paper is Fire
Ahare
Talking about Ecology
- 1974

Images d'Après-Guerre
Shosh
Arlington U.S.A.
Maïm (Water)
Memphis U.S.A. (Faces)
Memphis U.S.A. (suite)
Pictures in the Exhibition
The International Orthodontist Congress
- 1975

Blowing Glass
Lucie
Ma mère au bord de la mer
- 1976

Charisma
- 1977

Dimitri
La Frontière
Political Myths
Shikun
Singing in Afula
Under the Water
- 1978

Architectura
Wadi Rushima
- 1979

Carter en visite en Israël
Cultural Celebrities
- 1994

Munio Weinraub Gitaï Architect (1909-1970)
- 2001

Surgeon General’s Warning
- 2002

11'09"01 - September 11 (segment)
- 2007

Le Dibbouk de Haïfa
- 2014

The Book Of Amos (segment)

### Documentaires
- 1980 : Bait (House)
- 1980 : In Search of Identity
- 1981 : American Mythologies
- 1981 : Wadi
- 1982: Journal de campagne (Field Diary, Yoman Sade יומן שדה)
- 1984 : Ananas
- 1984 : Bangkok Bahrain
- 1984 : Reagan : Image for Sale
- 1987 : Brand New Day
- 1991 : Wadi, dix ans après
- 1992 : Gibellina, Métamorphose d’une mélodie
- 1993 : La Guerre des Fils de Lumière contre les Fils des Ténèbres
- 1993 : Kippour, souvenirs de guerre
- 1993 : Dans la vallée de la Wupper (In the Valley of the Wupper)
- 1993 : Au nom du Duce (In the Name of the Duce)
- 1994 : Queen Mary ‘87
- 1994 : Donnons une chance à la paix
  1. Parcours politique
  2. Paroles d’écrivains
  3. Théâtre pour la vie
  4. Au pays des oranges
- 1996 : L'Arène du meurtre
- 1996 : Milim/Mots
- 1997 : Guerre et Paix à Vesoul (avec Elia Suleiman)
- 1998 : Une Maison à Jérusalem
- 1998 : Tapuz
- 1998 : Zion, Auto-Emancipation
- 2001 : Wadi Grand Canyon 2001
- 2005 : News from Home / News from House
- 2012 : Architecture en Israël / Conversations avec Amos Gitaï

## Expositions
- Recycling Exhibition, Israel Museum, Jerusalem, Israel, 1975.
- Public Housing, Museum of Art, Eïn-Harod, Israel; Herzliya museum of contemporary art (en), Herzliya, Israel ; Saitama Museum of Modern Art, Saitama, Japan, 2000 ; Jerusalem Museum, Israel, 1994.
- Opening Chen Zhen, Helena Rubinstein Pavillon, Tel Aviv, Israel, 1998.
- Parcours, Centre Pompidou, Paris, France, 2003.
- News From House News From Home, Kunst-Werke (en), Berlin, Germany, 2006 ;  Centre chorégraphique national, Montpellier, France, 2006.
- In memory of Munio Gitaï Weinraub, Centre Pompidou, Paris, France, 2006.
- Non-Fiction, MoMA, New York, 2008[21].
- Munio Weinraub, Amos Gitaï Architektur und Film in Israel, Pinakothek der Moderne-Architektur Museum, Munich, Germany, 2009 ; Musée des beaux-arts de Tel Aviv, Israel, 2009[22].
- Citations, Biennale Evento, Base sous-marine, Bordeaux, France, 2009.
- Lullaby for my father, a video presentation in Kibbutz Kfar Masaryk, Israel, 2010.
- Traces. Lullaby to My Father, Museum of Art, Eïn-Harod, Israel, 2011 ; Meisterhaus Vassily Kandinsky/Paul Klee – Dining room, Bauhaus, Dessau, Germany, 2011.
- Traces. Efratia’s Correspondence, Museum of Art, Eïn-Harod, Israel, 2011.
- Traces - Munio Gitaï Weinraub, Museum of Art, Eïn-Harod] Israel, 2011.
- Traces, Palais de Tokyo, Paris, France, 2011[23].
- Architecture de la mémoire, Église des Frères-Prêcheurs, Rencontres de la photographie d'Arles, France, 2012.
- Architetture della memoria, Mole Antonelliana, Museo Nazionale del Cinema, Turin, Italie, 2011-2012.
- Army Days Horizontal. Army Days Vertical, Galerie Thaddaeus Ropac, Espace de Pantin, France, 2014.
- Disaster – The End of Days, Galerie Thaddeus Ropac, Espace de Pantin, France, 2014.
- Las biografías de Amos Gitaï, Museo Nacional Centro de Arte Reina Sofía, Madrid, Spain, 2014.
- Strade | Ways Talking to Gabriele – Carpet – Lullaby to my Father,  Palazzo Reale, Salle des Cariatides, Milan, Italie, 2014–2015.
- Before and After, Galerie Thaddeus Ropac, Espace de Pantin, France, 2014 ; Villa Kast, Salzbourg, Austria 2015.
- Architecte de la mémoire, Cinémathèque française, Paris, France, 2014 ; Musée de l’Élysée, Lausanne, Suisse, 2015 ; Cinéma Galeries, Bruxelles, Belgique, 2015.
- Ways/Strade, Palazzo Reale, Milan, 2014-2015.
- Before and After, Galerie Thaddaeus Ropac, Salzbourg, Villa Kast, Autriche, 2015[24].
- Yitzhak Rabin : Chronique d'un assassinat annoncé, , MAXXI, Rome, Italie, 2016 ; Bozar-Centre for Fine Arts, Bruxelles, Belgique, 2016 ; Collection Lambert, Avignon, France, 2016 ; Galerie 75 Faubourg, Paris, France, 2017.
- The Law of the Pursuer, SAVVY Contemporary, Berlin, Allemagne, 2017.
- Champs de mémoire, Théâtre de la Ville, Paris, France, 2019.
- Promised Lands, Palazzo Vecchio, Sala d'Arme, Florence, Italy, 2022.
- Kippur, War Requiem, Musée d'Art de Tel Aviv, Israël, 2023.

## Théâtre
- Golem, 2024,  Théâtre national de la Colline, Paris, mars 2025; Pompei, Italie, juin 2025.
- House, 2023, Théâtre national de la Colline, adaptation de la trilogie documentaire House (House, 1980 ; House in Jerusalem, 1998 ; News from Home / News from House, 2005)
- Lecture par Jeanne Moreau de la Correspondance d’Efratia Gitaï 1929 - 1994, TOdéon-Théâtre de l’Europe, Paris, France, 2010, diffusion sur France Culture (9 épisodes, novembre 2010); Coronet Theater of London, UK, 2019 ; MoMa, New York, USA, 2020.
- La Guerre des fils de lumière contre les fils des ténèbres, Odéon-Théâtre de l’Europe, Paris, France 2010 ; Festival d'Avignon, France, 2009; Fortress Rumeli Hisari, Istanbul, Turkey, 2009 ; Biennale de Venise, Italy, 1993[25],[26].
- Yitzhak Rabin: Chronicle of an Assassination, Théâtre de la Ville, Paris, France, 2021 ; Coronet Theater of London, UK, 2021 ; Philharmonie de Paris, France, 2018 ; John Anson Ford Theater, Los Angeles, USA, 2017 ; Lincoln Center Festival, New York, USA, 2017 ; Festival d'Avignon, France, 2016[27].
- Métamorphose d’une mélodie, Biennale de Venise, 1993 ; Gibellina, Sicily, Italy, 1992[28].
- Lettre à un ami de Gaza, Théâtre de la Ville, Paris, France, 2019 ; Coronet Theater of London, Londres, Grande-Bretagne, 2019.
- Exils Intérieurs, Théâtre de la Ville, Paris, France, 2020.
- Otello, Teatro San Carlo, Naples, Italy, 2016.

## Enseignement
- Collège de France, Chaire de Création artistique 2018-2019 : Traverser les frontières, 9 cours suivis d'un colloque: Le processus de création: contradictions, éthique, (ré)interprétations
  - Leçon inaugurale: La caméra est une sorte de fétiche – Filmer au Moyen-Orient
  - Le documentaire comme métaphore. House et Wadi, deux trilogies documentaires filmées pendant un quart de siècle ; Ananas
  - « Ce n'est pas moi qui politise mes films, ce sont eux qui m'ont politisé »
  - Représenter la guerre
  - Espace et structure, cinéma et architecture
  - Cinéma et histoire
  - Le cinéma est-il plus autoritaire que la littérature ?
  - Mythologies et mémoires collectives
  - Chronique d'un assasinat

## Publications
- The War of the Sons of Light Against the Sons of Darkness, Amos Gitaï, Mazzotta, Milano, 1993
- Mont Carmel, Amos Gitaï, Éditions Gallimard, 2003
- Parcours, Amos Gitaï, Centre Pompidou, Paris, 2003
- Kippour (scénario), Amos Gitaï, Marie-José Sanselme, Arte Editions / 00h00.com, Paris, 2003
- Monte Carmelo, Amos Gitaï, Bompiani, Milano, 2004
- News from Home, Amos Gitaï, Walther König, Köln, 2006
- Munio Weinraub / Amos Gitaï – Architektur und Film in Israel, Architektur Museum - Pinakothek der Moderne, Munich, 2008
- Genèses, Jean-Michel Frodon, Amos Gitaï, Marie-José Sanselme, Éditions Gallimard, Paris, 2009
- Efratia Gitaï, Correspondance (1929–1994), Rivka Markovizky (dir.), Éditions Gallimard, Paris, 2010
- Efratia Gitaï Correspondence 1929 - 1994, Rivka Markovizky (ed.), Centro Primo Levi - CPL Editions (Memoirs & Biographies), New York, 2018 –  (ISBN 1941046258); (In Hebrew) Yediot Aharonot, Tel-Aviv, 2011
- La Caméra est une sorte de fétiche : filmer au Moyen-Orient, Amos Gitaï, Collège de France/Fayard, 2019
- Amos Gitaï / Yitzhak Rabin Chroniques d'un assassinat, Antoine de Baeque, Patrick Boucheron, Ouzi Elyada, Amos Gitaï, Marie-José Sanselme, Éditions Gallimard / Bibliothèque nationale de France, Paris, 2021
- Kippur, War Requiem, catalogue, Musée d’art de Tel Aviv, 2023

## Distinctions

### Récompenses
- 1989 : Prix Filmcritica « Bastone Bianco » - Mention spéciale à la Mostra de Venise 1989 pour Berlin-Jérusalem
- 1998 : Prix Wolgin au Festival du film de Jérusalem pour Yom Yom
- 1998 : Meilleur scénario israélien au Festival international du film de Jérusalem pour Yom Yom
- 1999 : Prix UNESCO à la Mostra de Venise 1999 pour Zion, Auto-Émancipation
- 2000 : BAFTA du meilleur film étranger pour Kadosh
- 2000 : Prix François-Chalais au Festival de Cannes 2000 pour Kippour
- 2002 : Prix UNESCO à la Mostra de Venise 2002 pour 11'09"01 - September 11
- 2004 : Prix CinemaAvvenire à la Mostra de Venise 2004 pour Terre promise
- 2005 : Prix Roberto-Rossellini au Festival de Cannes 2005
- 2008 : Léopard d'honneur du 61e festival international du film de Locarno  pour l'ensemble de son œuvre
- 2013 : Prix Robert-Bresson à la Mostra de Venise 2013
- 2013 : Green Drop Award à la Mostra de Venise 2013 pour Ana Arabia
- 2013 : Prix SIGNIS - Mention honorable à la Mostra de Venise 2013 pour Ana Arabia
- 2014 : Prix Paradjanov
- 2015 : Mousse d’Or à la Mostra de Venise 2015 pour Le Dernier Jour d'Yitzhak Rabin
- 2015 : Human Rights Film Network Award à la Mostra de Venise 2015 pour Le Dernier Jour d'Yitzhak Rabin
- 2018 : Prix UNIMED à la Mostra de Venise 2018 pour Un tramway à Jérusalem
- 2018 : Human Rights Film Network Award à la Mostra de Venise 2018 pour  Lettre à un ami de Gaza

### Nominations et sélections
- Pour Berlin-Jérusalem
  -  1989 : Lion d'or à la 46e Mostra de Venise
- Pour Yom Yom
  -  1998 : Ophir de la meilleure réalisation et Ophir du meilleur scénario
- Pour Kadosh :
  -  1999 : Palme d'or au 52e Festival de Cannes
  - 1999 : Grand Prix au 52e Festival de Cannes
  - 1999 : Prix du jury au 52e Festival de Cannes
  - 1999 : Prix de la mise en scène au 52e Festival de Cannes
  - 1999 : Ophir de la meilleure réalisation et Ophir du meilleur scénario (avec Eliette Abecassis)
- Pour Kippour :
  -  2000 : Palme d'or au 53e Festival de Cannes
  - 2000 : Grand Prix au 53e Festival de Cannes
  - 2000 : Prix du jury au 53e Festival de Cannes
  - 2000 : Prix de la mise en scène au 53e Festival de Cannes
  - 2000 : Mention spéciale pour l'ensemble des acteurs au 53e Festival de Cannes
  - 2000 : Ophir de la meilleure réalisation
- Pour Eden :
  -  2001 : Lion d'or à la 58e Mostra de Venise
- Pour Kedma :
  -  2002 : Palme d'or au 55e Festival de Cannes
  - 2002 : Grand Prix au 55e Festival de Cannes
  - 2002 : Prix du jury au 55e Festival de Cannes
  - 2002 : Prix de la mise en scène au 55e Festival de Cannes
- Pour 11'09"01 - September 11 :
  -  2003 : César du meilleur film de l'Union européenne à la 28e cérémonie des César
- Pour Alila :
  - 2003 : Lion d'or à la 60e Mostra de Venise
- Pour Terre promise :
  -  2004 : Lion d'or à la 61e Mostra de Venise
- Pour Free Zone
  -  2005 : Palme d'or au 58e Festival de Cannes
  - 2005 : Grand Prix au 58e Festival de Cannes
  - 2005 : Prix du jury au 58e Festival de Cannes
  - 2005 : Prix de la mise en scène au 58e Festival de Cannes
  - 2005 : Prix de l'Éducation nationale au 58e Festival de Cannes
- Pour Ana Arabia :
  -  2013 : Lion d'or à la 70e Mostra de Venise
  - 2013 : Grand prix du jury à la 70e Mostra de Venise
  - 2013 : Prix FIPRESCI à la 70e Mostra de Venise
  - 2013 : Prix spécial du jury à la 70e Mostra de Venise
- Pour Le Dernier Jour d'Yitzhak Rabin :
  -  2015 : Lion d'or à la 72e Mostra de Venise
  - 2015 : Prix du meilleur scénario à la 72e Mostra de Venise
  - 2015 : Green Drop Award à la 72e Mostra de Venise
- Pour À l'ouest du Jourdain :
  -  2017 : Œil d'or au 70e Festival de Cannes
- Pour Laila in Haifa :
  -  2020 : Lion d'or à la 77e Mostra de Venise
  - 2020 : Queer Lion à la 77e Mostra de Venise
- Pour Shikun :
  - 2024 : 74e édition du festival international du film de Berlin
- Pour Pourquoi la guerre (Why War) :
  - 2024 : 82e édition de la Mostra de Venise

### Décorations
- Docteur honoris causa de l'Université de Versailles – Saint-Quentin-en-Yvelines (2011)
- Commandeur de l'ordre des Arts et des Lettres
- Chevalier de la Légion d'honneur (2017)[29]
- Grand officier de l'ordre de l'Étoile d'Italie (2019)

### Ouvrages
- Collectif, Amos Gitaï : parcours, Centre Pompidou (ISBN 2-84426-226-0)
- Collectif, Amos Gitaï/Yitzhak Rabin, chroniques d’un assassinat, Éditions Gallimard  / Bibliothèque nationale de France, 2021 (ISBN 978-2-07-286686-9)
- Jean-Michel Frodon, Amos Gitaï, Marie-José Sanselme, Amos Gitaï : Genèses, Paris, Éditions Gallimard, 2009 (ISBN 978-2-07-077141-7)[30]
- Jean-Michel Frodon, Amos Gitaï, 5 films, Culture France, 2010 (ISBN 2354760698)À propos d'Esther, Kippour, Alila, News from Home, News from House et Désengagement.
- Jean-Michel Frodon (dir.), Amos Gitaï et l'enjeu des archives, Paris, Collège de France, 2021 (ISBN 978-2-9567147-7-4, DOI 10.4000/books.cdf.11908, lire en ligne)
- Efratia Gitaï, Correspondance, Gallimard, 2010 (ISBN 978-2-07-077679-5)
- Jacques Mandelbaum, « A la BNF, les archives brûlantes du cinéaste Amos Gitaï », Le Monde,‎ 18 mai 2021 (lire en ligne)
- Mathieu Orléan (dir.), Amos Gitaï, architecte de la mémoire, Gallimard / La Cinémathèque française, 2014 (ISBN 2070144119)
- Marie-José Sanselme (dir.), Amos Gitaï, Galerie Enrico Navarra  / Éditions Sébastien Moreu, 2016 (ISBN 9782911596209)
- Serge Toubiana et Baptiste Piégay, Exil et territoires : Cinéma d'Amos Gitaï, Arte Éditions / Cahiers du cinéma, 2003 (ISBN 2866422252)
- Serge Toubiana (dir.), Frédéric Maire (dir.) et Matthieu Orléa (dir.), Amos Gitaï, architecte de la mémoire, Paris, Cinémathèque française / Éditions Gallimard, 2014 (ISBN 978-2-07-014411-2, présentation en ligne)
- (en) Paul Willemen, The Films of Amos Gitaï, a Montage, BFI Publishing, 1993 (ISBN 978-0851704166)

### Articles
- Pierre-Marc de Biasi, « Les terres promises d'Amos Gitaï », Médium, nos 24-25,‎ 2010 (lire en ligne)
- Amos Gitaï, « Histoires d'un cinéaste (parcours 1980-1990) », Communications, no 71,‎ 2001 (lire en ligne)
- (en) Amos Gitaï and Annette Michelson, « Filming Israel: A Conversation », October, no 98,‎ 2001 (lire en ligne)
- « Amos Gitaï. Le scénario comme simulation. Entretien avec Pierre-Marc de Biasi », Genesis (Manuscrits-Recherche-Invention), no 28,‎ 2007 (lire en ligne)
- Amos Gitaï, « Quelques réflexions sur la façon dont s’est forgée l’identité israélienne », Revue internationale et stratégique, no 118,‎ 2020 (lire en ligne)
- Martin Goutte, « Trois fragments d’une chronologie d’Israël : Wadi(s), par Amos Gitaï », Vingtième siècle, no 73,‎ 2002 (lire en ligne)
- (en) Yosefa Loshitzky, « A Tale of Three Cities: Amos Gitaï's Urban Trilogy », Framework: The Journal of Cinema and Media, vol. 43, no 2,‎ 2002 (lire en ligne)
- Thomas Richard, « Tsahal sur les écrans : « les héros sont fatigués » », Maghreb - Machrek, nos 237-238,‎ 2018 (lire en ligne)
- Olivier Schmitt, « Amos Gitaï, l'explorateur », Le Monde,‎ 11 octobre 2003 (lire en ligne)
- Ariel Schweitzer, « Une maison déconstruite à Jérusalem : « Baït » (1980) et « Une maison à Jérusalem » (1998), Amos Gitaï », Vertigo, no 2,‎ 2003 (lire en ligne)
- (en) Robert Sklar, « To Honor Your Country, Criticize It: Amos Gitaï's Israeli Fiction Films », Cineaste, vol. 34, no 5,‎ 2010 (lire en ligne)

### Audio
- Hors champ, Amos Gitaï, France Culture, 4 novembre 2015, 45 min. Écouter en ligne
- Yitzhak Rabin : Chronique d’un assassinat de Amos Gitaï, spectacle au festival d'Avignon, France Culture, 10 juillet 2016, 1 h 59. Écouter en ligne
- Amos Gitaï : J'aime être nourri par la réflexion, pas par la force, France Culture, 6 octobre 2017, 58 min. Écouter en ligne
- Amos Gitaï : Pour moi, les archives sont des fragments qui posent question, France Culture, 24 mars 2021, 45 min. Écouter en ligne
- Amos Gitaï et Yitzhak Rabin, chroniques d'une obsession, France Culture, 3 avril 2021, 58 min. Écouter en ligne
- Amos Gitaï : images et mémoires d'Israël, France Culture, 17 juin 2021, 33 min. Écouter en ligne
- Amos Gitaï fait parler les murs d'une maison de Jérusalem Ouest, France Culture, 25 février 2023, 59 min. Écouter en ligne
- Amos Gitaï : L’art ne peut pas changer l’histoire, mais il en garde des fragments, France Culture, 24 mars 2023, 44 min. Écouter en ligne
- Amos Gitaï, Je suis 100 % Gustav Mahler, France Musique, 3 septembre 2023, 1h. Écouter en ligne

#### Cours au collège de France
- Leçon inaugurale : La caméra est une sorte de fétiche – Filmer au Moyen-Orient par Amos Gitaï, France Culture, 12 septembre 2019, 58 min. Écouter en ligne
- Traverser les frontières 1/6 : Mythologies et mémoires collectives, France Culture, 13 septembre 2019, 58 min. Écouter en ligne
- Traverser les frontières 2/6 : Ce n'est pas moi qui politise mes films, ce sont eux qui m'ont politisé, France Culture, 16 septembre 2019, 58 min. Écouter en ligne
- Traverser les frontières 3/6 : Représenter la guerre, France Culture, 17 septembre 2019, 58 min. Écouter en ligne
- Traverser les frontières 4/6 : Espace et structure, cinéma et architecture, France Culture, 18 septembre 2019, 58 min. Écouter en ligne
- Traverser les frontières 5/6 : Cinéma et histoire, France Culture, 3 octobre 2019, 58 min. Écouter en ligne
- Traverser les frontières 6/6 : Chronique d'un assassinat, France Culture, 4 octobre 2019, 58 min. Écouter en ligne

### Vidéo
- Cinémathèque française, Amos Gitaï - Des territoires à venir, 2014. Voir en ligne
- Cinémathèque française, Gitaï par Gitaï, une leçon de cinéma, 2014. Voir en ligne
- Philharmonique de Paris, Rencontre avec Amos Gitaï, 2018, 46 min. Voir en ligne
- Collège de France, Amos Gitaï et Marie-José Sanselme, Éthique et documents dans l'écriture des films d'Amos Gitaï, 2019, 42 min. Voir en ligne
- Philharmonique de Paris, La musique ne doit jamais avoir un rapport illustratif aux images, mais plutôt dialectique, 2021, 56 min. Voir en ligne

## Films sur l’œuvre d'Amos Gitaï
Le travail d'Amos Gitaï est le sujet de trois films documentaires réalisés par Laurent Roth :
- Amos Gitaï, la Violence et l'histoire, INA, 2020, 75 min. Voir en ligne
- Amos Gitaï, Yitzhak Rabin, Gestes de mémoire, INA, 2020, 60 min. Voir en ligneCes deux films sont conçus comme une visite d'atelier où Amos Gitaï et Laurent Roth commentent des extraits de films, de dessins, des photos projetés sur grand écran. Ils reviennent sur les débuts et les influences du cinéaste israélien, puis sur ses œuvres dédiées à Yitzakh Rabin, qui dénoncent les dérives sectaires de la société israélienne[31]. La version de 60' est exclusivement consacrée au corpus sur Yitzakh Rabin, à l'occasion du 25e anniversaire de son assassinat[32].
- Haïfa, la Rouge, INA, 2020, 15 min. Voir en ligneAmos Gitaï dessine trois cartes de géographie de sa ville natale : les lieux où son père architecte a construit et ceux où il a grandi et tourné son film Wadi.